# Tri.be
Tri.be (koreanisch 트라이비; stilisierte Schreibweise TRI.BE) ist eine südkoreanische Girlgroup der vierten K-Pop-Generation, die 2021 von TR Entertainment und Mellow Entertainment gegründet wurde. Die Gruppe wird von Universal Music gemeinsam gemanagt. Ursprünglich eine siebenköpfige Gruppe, verließ Jinha im Juli 2023 die Gruppe. Tri.be besteht aus sechs Mitgliedern: Songsun, Kelly, Hyunbin, Jia, Soeun und Mire. Die Girlgroup debütierte am 17. Februar 2021 mit dem Single-Album Tri.be Da Loca. Der offizielle Fanclub-Name lautet True.

## Geschichte

### Aktivitäten vor dem Debüt
Bevor sie bei TR Entertainment aufgenommen wurden, waren Songsun und Hyunbin Trainees bei Banana Culture Entertainment und waren an einem der Projekte des Unternehmens mit dem Titel Banana Culture New Kid beteiligt.
Kelly nahm unter TRI.BEs früherer Managementfirma Lion-Heart Entertainment an der chinesischen Wettbewerbsshow Youth With You 2 teil. Sie schied bereits in der ersten Runde aus und belegte den 64. Platz.
Am 29. Dezember 2020 wurde bekannt gegeben, dass Produzent Shinsadong Tiger und Universal Music beabsichtigten, Anfang 2021 eine neue Girlgroup gemeinsam zu produzieren.
Vor ihrem Debüt trat Tri.be in der SSL-Reality-Show Let's try! be auf. Die zwölfteilige Show zeigt die Vorbereitung der Gruppe auf ihr Debüt und wurde über YouTube veröffentlicht.

### 2021: Debüt mitTri.be Da Loca,Conmigo,Veni Vidi Vici,Santa For YouundThe Bha Bha Song

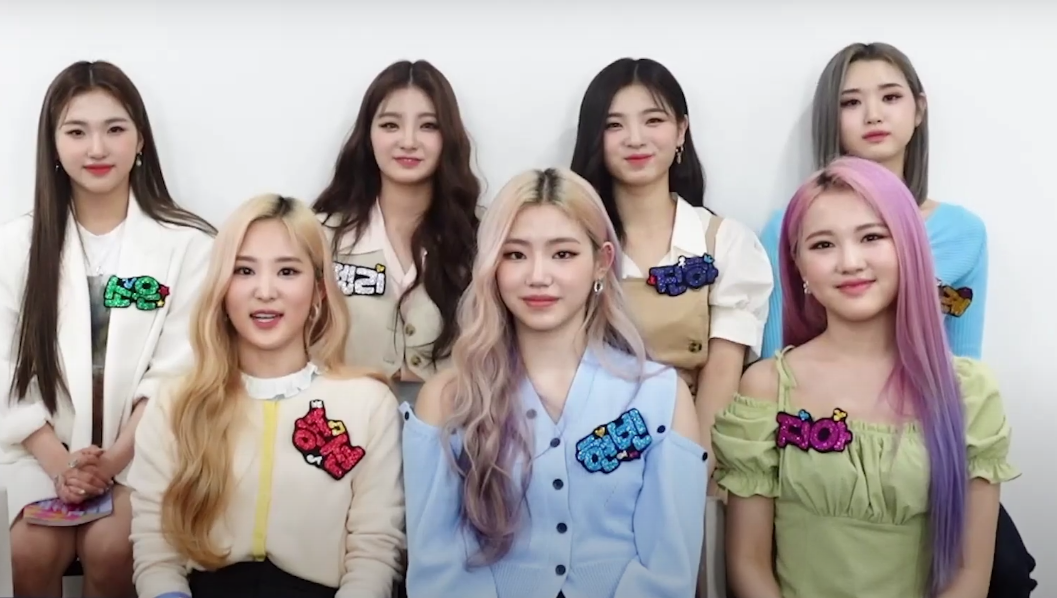
Tri.be im Juni 2021

Der englische Name der Gruppe ist eine Kombination aus TRI, einer Abkürzung für TRIANGLE (deutsch: Dreieck), das ein Symbol der Vollkommenheit ist, und BE (deutsch: Existenz). Der Name bedeutet somit „vollkommene Existenz“.
Am 4. Januar 2021 wurde auf den offiziellen Social-Media-Kanälen der Gruppe ein Video veröffentlicht, das das Logo der Gruppe und ihren Namen Tri.be enthüllte. Die Gruppe veröffentlichte Anfang Februar Teaser- und Werbevideos und bestätigte später, dass sie noch im selben Monat ihr Debüt geben würde.
Tri.be debütierte mit ihrem ersten Single-Album Tri.be Da Loca am 17. Februar 2021 mit dem Titelsong Doom Doom Ta und auf YouTube mit dem zugehörigen Musikvideo. Am Tag ihres Debüts wurde bekannt gegeben, dass Tri.be bei Universal Music's Tochterlabel Republic Records unter Vertrag steht, um außerhalb Koreas bekannt zu werden.
Das zweite Single-Album Conmigo der Gruppe wurde am 18. Mai 2021 mit der Lead-Single Rub-A-Dum und dem gleichnamigen Musikvideo auf YouTube veröffentlicht.
Am 12. Oktober 2021 veröffentlichte Tri.be ihr erstes Mini-Album Veni Vidi Vici mit dem Titelsong Would You Run.
Die digitale Wintersingle mit dem Titel Santa For You erschien am 25. November 2021.
TR Entertainment teilte am 2. Dezember 2021 mit, dass Tri.be den Titelsong der Cartoon-Network-Serie We Baby Bears  – Bärchen wie wir übernehmen würde. Der Titel The Bha Bha Song wurde am 16. Dezember 2021 zusammen mit dem Musikvideo veröffentlicht.

### 2022:LeviosaundMemu Aagamu
Im Coke Studio (ein YouTube-Kanal der Coca-Cola Company) hatte Tri.be am 19. Mai 2022 einen Live-Auftritt mit A Kind Of Magic, einer Coverversion des gleichnamigen Songs von Queen.
Am 9. August veröffentlichte die Gruppe ihr drittes Single-Album Leviosa mit dem Titelsong Kiss. Am gleichen Tag wurde das zugehörige Musikvideo auf YouTube veröffentlicht.
Die zweite digitale Single Memu Aagamu erschien am 22. August. Bei dieser digitalen Single handelt es sich um einen gemeinschaftlichen Song der indischen Musiker Allu Arjun, Armaan Malik und Tri.be. Mit diesem Song hatte die Gruppe einen Auftritt im Coke Studio India.

### 2023:W.A.Y,Wonderland (English Ver.), TRI.BE Vida Loca 2023 USA Tour, Jinha’s Ausstieg undThe Little Drummer Girls
Das zweite Mini-Album W.A.Y mit dem Titelsong We Are Young und dem zugehörigen Musikvideo erschien am 14. Februar 2023.
In Vorbereitung der Tri.be US-Tour erschien am 26. Mai die digitale Single Wonderland (Englisch Ver.).
Am 30. Juni bestätigte TR Entertainment, dass die Gruppe im Juni und Juli eine Konzerttournee durch die USA unternehmen würde. Die Tour „TRI.BE VIDA LOCA 2023 USA TOUR“ führte durch 17 Städte, startete am 6. Juni in Orlando und endete am 3. Juli in Los Angeles.
TR Entertainment gab am 21. Juli bekannt, dass Jinha die Gruppe verlassen hätte, um sich auf ihre Genesung zu konzentrieren. Jinha hatte bereits seit Mai 2022 aufgrund von gesundheitlichen Problemen eine Pause eingelegt. Sie nahm deshalb auch nicht an den Aktivitäten zu Leviosa, W.A.Y und der US-Tour teil. Tri.be wurde in eine Girlgroup mit sechs Mitgliedern umorganisiert.
Am 28. November veröffentlichte Tri.be ihre Winter-Special-Single mit dem Titel The Little Drummer Girls. Das entsprechende Musikvideo wurde unter dem Namen Papa Noel Funniest MV auf YouTube veröffentlicht.

### 2024:Diamond, Tod des Produzenten und TRI.BE [TRUE DIAMOND TOUR] in Europe 2024
Am 20. Februar 2024 veröffentlichte Tri.be ihr viertes Single-Album Diamond mit der gleichnamigen Lead-Single und dem Musikvideo.
Am 23. Februar 2024 wurde der Generalproduzent von TR Entertainment und Produzent von Tri.be, Shinsadong Tiger (bürgerlicher Name Lee Ho-yang), tot in seinem Aufnahmestudio aufgefunden. Zur Todesursache wurden keine weiteren Details bekannt gegeben.
Jin Entertainment war Veranstalter der Europa-Tour „TRI.BE [TRUE DIAMOND TOUR] IN EUROPE 2024“. Die Konzerttour begann am 30. Mai im Szene Wien in Wien, ging weiter am 2. Juni im Das Bett in Frankfurt am Main, am 4. Juni im Hole44 in Berlin, am 5. Juni in der Backstage Halle in München, am 9. Juni im La Bellevilloise in Paris und endete am 11. Juni im Brixton Jamm in London.

### 2025: Insolvenz der Agentur und Inaktivität
Am 18. März 2025 wurde berichtet, dass TR Entertainment bedingt durch Managementschwierigkeiten insolvent wäre. Die 16. Rehabilitationsabteilung des Rehabilitationsgerichts Seoul hatte am 13. März ein vereinfachtes Insolvenzverfahren über TL Entertainment eröffnet. Berichten zufolge würde TL Entertainment seit dem Tod seines Produzenten Shinsadong Tiger unter Umsatzeinbußen und der Aussetzung von Transaktionen mit Großinvestoren leiden. Nach unbestätigten Berichten ist Tri.be inaktiv und auf der Suche nach einer Künstleragentur, die sie übernehmen würde. Soeun schrieb am 8. Juni 2025 auf der Fanplattform Weverse „...es könnte einen anderen Anfang geben. ... Das ist nicht unser Ende.“

## Mitglieder
| Name                 | Geburtsname            | Geburtstag (Alter)      | Geburtsort    | Position                           |
| -------------------- | ---------------------- | ----------------------- | ------------- | ---------------------------------- |
| Songsun 송선         | Kim Song-sun 김송선    | 22. März 1997 (28)      | Dongdaemun-gu | Team leader Main Vocal, Lead Dance |
| Kelly 캘리           | Lin Weixi 林韦希       | 16. Januar 2002 (23)    | Kaohsiung     | Lead Vocal                         |
| Hyunbin 현빈         | Kim Hyun-bin 김현빈    | 26. Mai 2004 (21)       | Sunchang      | Lead Vocal, Main Dance, Main Rap   |
| Jia 지아             | Guo Jiajia a 郭嘉佳    | 30. Juli 2005 (20)      | Taipeh        | Sub Vocal                          |
| Soeun 소은           | Bang So-eun 방소은     | 10. September 2005 (19) | Incheon       | Lead Vocal, Lead Rap               |
| Mire 미레            | Aoyagi Sumire b 青柳菫 | 26. März 2006 (19)      | Tokio         | Sub Vocal, Main Dance              |
| Ehemalige Mitglieder |                        |                         |               |                                    |
| Jinha 진하           | Kim Jin-ha 김진하      | 21. November 2003 (21)  | Siheung       | Lead Vocal, Lead Dance             |

## Fanclub
True ist der offizielle Name des Fanclubs von TRI.BE. True ist eine Kombination aus Buchstaben des Begriffes TRI.BE with us forever, was „TRI.BE für immer bei uns“ bedeutet und Menschen repräsentiert, die immer bei Tri.be sind.
Die Mitgliedschaft im Fanclub gilt ca. ein Jahr und ist kostenpflichtig. Der Fanclub wird auf der Fan-Plattform Weverse gehostet. Am 7. Januar 2025 hatte True 110.000 Mitglieder, am 18. Juni 2025 waren es 124.000 Mitglieder. Weverse informierte die Nutzer des Fanclubs am 9. Juni 2025, dass der Fanclub weiterhin erhalten bleibt, die Nutzung bedingt durch die äußeren Umstände aber geänderten Konditionen unterliegt.

## Diskografie

### EPs
| Jahr | Titel          | Höchstplatzierung, Gesamtwochen, AuszeichnungChartsChartplatzierungen (Jahr, Titel, Platzierungen, Wochen, Auszeichnungen, Anmerkungen) | Anmerkungen                            |
| Jahr | Titel          | KR | Anmerkungen                            |
| ---- | -------------- | --- | -------------------------------------- |
| 2021 | Veni Vidi Vici | KR14 (6 Wo.)KR | Erstveröffentlichung: 12. Oktober 2021 |
| 2023 | W.A.Y          | KR41 (3 Wo.)KR | Erstveröffentlichung: 14. Februar 2023 |

### Single-Alben
| Jahr | Titel                    | Höchstplatzierung, Gesamtwochen, AuszeichnungChartsChartplatzierungen (Jahr, Titel, Platzierungen, Wochen, Auszeichnungen, Anmerkungen) | Anmerkungen                             |
| Jahr | Titel                    | KR | Anmerkungen                             |
| ---- | ------------------------ | --- | --------------------------------------- |
| 2021 | Tri.be Da Loca           | KR57 (3 Wo.)KR | Erstveröffentlichung: 17. Februar 2021  |
| 2021 | Conmigo                  | KR25 (5 Wo.)KR | Erstveröffentlichung: 28. Mai 2021      |
| 2022 | Leviosa                  | KR15 (3 Wo.)KR | Erstveröffentlichung: 9. August 2022    |
| 2023 | The Little Drummer Girls | — | Erstveröffentlichung: 27. November 2023 |
| 2024 | Diamond                  | KR26 (2 Wo.)KR | Erstveröffentlichung: 20. Februar 2024  |

### Singles
- 2021: Doom Doom Ta (둠둠타)
- 2021: Rub-A-Dum (러버덤)
- 2021: Would You Run (우주로)
- 2021: Santa for You
- 2022: Kiss
- 2023: We Are Young
- 2024: Diamond

## Musikvideos
| Titel                 | Veröffentlichung  |
| --------------------- | ----------------- |
| Doom Doom Ta          | 17. Februar 2021  |
| Rub-A-Dum             | 18. Mai 2021      |
| Would You Run         | 12. Oktober 2021  |
| The Bha Bha Song      | 16. Dezember 2021 |
| A Kind Of Magic       | 19. Mai 2022      |
| Kiss                  | 9. August 2022    |
| Memu Aagamu           | 22. August 2022   |
| We Are Young          | 14. Februar 2023  |
| Papa Noel Funniest MV | 28. November 2023 |
| Diamond               | 20. Februar 2024  |

## Auszeichnungen

### Preisverleihungen
2022
- Asia Model Awards – Rising Star Award[42]
- Hanteo Music Awards – Blooming Star Award[43]